# Championnats du monde de roller de vitesse 2014
Navigation
Édition précédente Édition suivante
Les championnats du monde de roller course 2014, ont lieu du 6 au 15 novembre 2014 à Rosario, en Argentine.

## Podiums

### Femmes
| Épreuves            | Or                                                          | Argent                                                     | Bronze                                         |
| ------------------- | ----------------------------------------------------------- | ---------------------------------------------------------- | ---------------------------------------------- |
| 300 m               | Hellen Montoya                                              | Jercy Puello                                               | An Yi-seul                                     |
| 500 m sprint        | Jercy Puello                                                | Hellen Montoya                                             | Erika Zanetti                                  |
| 1 000 m sprint      | Hellen Montoya                                              | Mareike Thum                                               | Jang Soo-ji                                    |
| 10 000 m à point    | Johana Viveros                                              | Maira Arias                                                | Yang Ho-chen                                   |
| 15 000 m            | Paola Serrano                                               | Francesca Lollobrigida                                     | Guo Dan                                        |
| 3 000 m par équipe  | Taïwan Ying-Chu Chen Yu-Ting Huang Meng-Chu Lee             | Argentine Maira Arias Melisa Bonnet Rocio Berbel           | Corée du Sud Yi-Seul An So-Yeong Shin Seul Lee |
| Route               |                                                             |                                                            |                                                |
| 200 m               | Maria José Moya                                             | Jercy Puello                                               | Ingrid Factos                                  |
| 500 m               | Jercy Puello                                                | Hellen Montoya                                             | Rocio Berbel                                   |
| 10 000 m à points   | Yang Ho-chen                                                | Paola Serrano                                              | Yi-Seul An                                     |
| 20 000 m            | Yang Ho-chen                                                | Maira Arias                                                | Paola Serrano                                  |
| 5 000 m par équipes | Colombie Johana Viveros Paola Serrano Andrea Hellen Montoya | Italie Francesca Lollobrigida Andrea Trafeli Erika Zanetti | Corée du Sud So-Yeong Shin Yi-Seul An Seul Lee |
| Longue distance     |                                                             |                                                            |                                                |
| 42 195 m            | Ho-Chen Yang                                                | Meng-Chu Lee                                               | Francesca Lollobrigida                         |

### Hommes
| Épreuves            | Or                                                    | Argent                                                   | Bronze                                                 |
| ------------------- | ----------------------------------------------------- | -------------------------------------------------------- | ------------------------------------------------------ |
| 300 m               | Pedro Causil                                          | Lee Myung-kyu                                            | Juan Pérez                                             |
| 500 m sprint        | Andrés Muñoz                                          | Pedro Causil                                             | Elton de Souza                                         |
| 1 000 m sprint      | Alexis Contin                                         | Ewen Fernandez                                           | Ezequiel Capellano                                     |
| 10 000 m à point    | Patxi Peula                                           | Alex Cujavante                                           | Ewen Fernandez                                         |
| 15 000 m            | Peter Michael                                         | Alexis Contin                                            | Ewen Fernandez                                         |
| 3 000 m par équipe  | France Ewen Fernandez Alexis Contin Nicolas Pelloquin | Argentine Ezequiel Capellano Juan Cruz Araldi Ken Kuwada | Corée du Sud Myung-Kyu Lee Su-Chul Jang Geun-Seong Son |
| Route               |                                                       |                                                          |                                                        |
| 200 m               | Pedro Causil                                          | Ioseba Fernandez                                         | Darren de Souza                                        |
| 500 m               | Ioseba Fernandez                                      | Pedro Causil                                             | Michel Mulder                                          |
| 10 000 m à points   | Alexis Contin                                         | Gwang-Ho Choi                                            | Patxi Peula                                            |
| 20 000 m            | Ewen Fernandez                                        | Patxi Peula                                              | Gwang-Ho Choi                                          |
| 5 000 m par équipes | Pays-Bas Mark Horsten Michel Mulder Luc ter Haar      | Argentine Ezequiel Capellano Juan Cruz Araldi Ken Kuwada | Portugal Diogo Marreiros Martyn Dias Ricardo Esteves   |
| Longue distance     |                                                       |                                                          |                                                        |
| 42 195 m            | Alexis Contin                                         | Ewen Fernandez                                           | Elton de Souza                                         |

## Tableau des médailles
- Pays organisateur

| Rang  | Nation           | Or | Argent | Bronze | Total |
| ----- | ---------------- | -- | ------ | ------ | ----- |
| 1     | Colombie         | 10 | 8      | 2      | 20    |
| 2     | France           | 5  | 3      | 5      | 13    |
| 3     | Taïwan           | 4  | 1      | 1      | 6     |
| 4     | Espagne          | 2  | 2      | 1      | 5     |
| 5     | Pays-Bas         | 1  | 0      | 1      | 2     |
| 6     | Chili            | 1  | 0      | 0      | 1     |
| 7     | Nouvelle-Zélande | 1  | 0      | 0      | 0     |
| 8     | Argentine        | 0  | 5      | 2      | 7     |
| 9     | Corée du Sud     | 0  | 2      | 7      | 9     |
| 10    | Italie           | 0  | 2      | 2      | 4     |
| 11    | Allemagne        | 0  | 1      | 0      | 1     |
| 12    | Chine            | 0  | 0      | 1      | 1     |
| 12    | Équateur         | 0  | 0      | 1      | 1     |
| 12    | Portugal         | 0  | 0      | 1      | 1     |
| Total | Total            | 24 | 24     | 24     | 72    |